# Средня вас (Радовлиця)
Средня вас (словен. Srednja vas) — поселення в общині Радовлиця, Горенський регіон, Словенія. Висота над рівнем моря: 625,9 м.